# El Faisán, Tabasco
El Faisán är en ort i Mexiko.   Den ligger i kommunen Centla och delstaten Tabasco, i den sydöstra delen av landet, 700 km öster om huvudstaden Mexico City. Antalet invånare är 206.
Terrängen runt El Faisán är mycket platt. Runt El Faisán är det ganska glesbefolkat, med 32 invånare per kvadratkilometer. Närmaste större samhälle är Frontera, 8,4 km väster om El Faisán. Trakten runt El Faisán består huvudsakligen av våtmarker.